# Argia apicalis
Argia apicalis là một loài chuồn chuồn kim trong họ Coenagrionidae.
Loài này được xếp vào nhóm Loài ít quan tâm trong sách Đỏ của IUCN năm 2007, do IUCN nhận thấy số lượng loài này ổn định.
Argia apicalis được mô tả năm 1840 bởi Say.

## Miêu tả
Loài chuồn chuồn kim này có chiều dài dao động trong khoảng giữa 33 và 40 mm. Hầu hết con đực có ngực màu xanh, mình có một vài đường màu đen, và cũng có một màu nghiêng bụng, đoạn tám, chín và mười là màu xanh sáng. Các đoạn còn lại có màu nâu sẫm. Tuy nhiên với màu sắc của ngực của argia apicalis là thay đổi và một số con đực có thể là xám-đen hơn là màu xanh.